# مصفورة شجرية
مصفورة شجرية (الاسم العلمي:Xanthorrhoea arborea) هي نوع من النباتات يتبع جنس المصفورة من فصيلة المصفورية     .	